# マルセル・ブサック

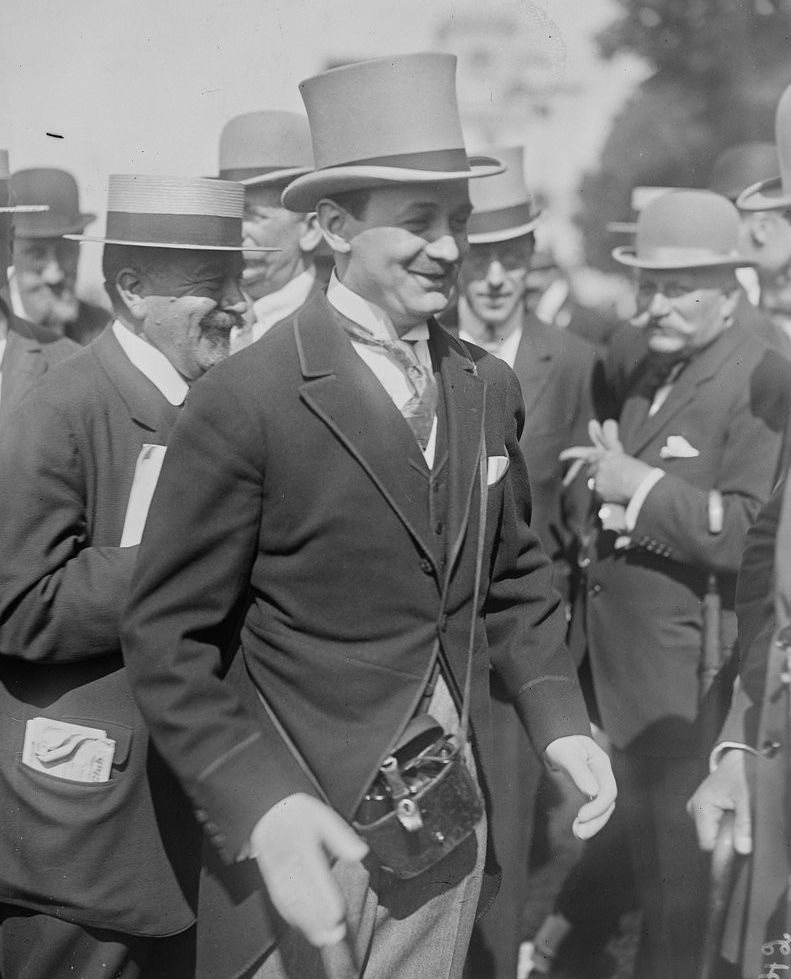

マルセル・ブサック（Marcel Boussac、1889年4月17日 - 1980年3月21日）は、フランスの実業家。サラブレッド競走馬の生産者および馬主としても知られる。繊維業および競走馬生産者として成功するが、晩年に没落した。

## 経歴
1889年4月17日にフランスのシャトールーで生まれる。1906年に高校を卒業した直後に家業であった繊維業を継ぎ、持前の才覚で大きく発展させた。第一次世界大戦では軍需に、戦後は民需に応えて「繊維王（le Roi du Coton）」と呼ばれる大富豪となり、様々な分野でパトロンとしても活動を始める。
1946年にクリスチャン・ディオールと出会い、独立したばかりの彼を援助してオートクチュールのメゾンを設立、大成功を収めさせた。この成功もあって、当時ブサックはフランスで最大の資産を誇るに至った。最盛期には繊維業のほか、『ラウロール（L'Aurore）』紙を発行する新聞社、銀行、家電メーカーなども保有していた。
1914年に馬主となり、1919年にフレズネイ＝ル＝ビュファール牧場を所有してサラブレッド競走馬の生産を開始した。後にはテディの生産者エドモン・ブランから購入したジャルディ牧場を加え、大規模な二元生産を行った。
ハーマン・デュリエの未亡人からデュルバンやデュルゼッタを、ロスチャイルド家フランス当主の従弟にあたるモーリス・ド・ロトシルト男爵からザリバやアステリューを購入して生産基盤とすると、ブサックの馬主活動は早くから軌道に乗った。アステリューに加えて、トウルビヨン、ファリス、ジェベルという3頭の自家生産馬が種牡馬としても成功、さらに自家生産馬同士の配合から生まれた競走馬が大競走を席巻した。
彼の所有馬はジョッケクルブ賞（フランスダービー）を12回、凱旋門賞を6回優勝し、仏英両国のクラシック競走をひとつ残らず勝つなど、主にフランス・イギリスで約1800の勝利を挙げ、フランスのリーディングに馬主として14回、生産者として17回輝いた。また、1950年と1951年には英愛でも馬主・生産者リーディングとなっている。
1933年から奨励協会（フランスギャロの前身）の委員に選ばれ、1949年における凱旋門賞への高額賞金設定や前夜晩餐会の発足を主導。各国から一流馬を招致するなど、現在に至る世界最高峰の競走としての地位を整備するにあたっても力を尽くした。そして1959年12月8日にはジョッキークラブの一員以外では初めて会長に選ばれ、1974年12月12日までの15年間その座に就いていた。就任中の1962年から1969年には凱旋門賞を開催するロンシャン競馬場（現：パリロンシャン競馬場）が増改修されている。
ブサックの生産馬には、コロナティオンなど強いインブリードが試みられたものが多いと言われるが、実際にはそれと同程度に、強いアウトブリードを施された生産馬も多い。ブサックの取った独特の手法は遺伝学者から批判の対象となったこともあり、ブサック自身はそれに対して「それでは具体的にどうすべきか説明してくれ。君たちはニックス1つについてさえ何も説明する事が出来ないではないか。私は自分で実験するしかないのだ。」と反論している。。
1940年にドイツ軍がフランスに侵攻すると、ブサックは所有馬をイギリスへと疎開させたが、ファリスなどの一部の馬はドイツ軍に接収され、第二次世界大戦終結まで戻ってこなかった。ブサックはこれの報復として、当時ドイツでファリスに種付けされた馬の血統書登録を拒否している。
ブサックは自らの4大種牡馬が亡くなると、アメリカのカルメットファームに種牡馬を求め、三冠馬ワーラウェイや、ファーヴェント、コールタウン、アイアンリージを輸入したが、これらはすべて失敗に終わった。またデュルゼッタなどの母である名牝フリゼットの購入にも当たっているが、購入時にはすでに高齢で、こちらも結果は出なかった。
晩年は本業であった繊維業が経営不振に陥り、1978年に破産、それから2年後の1980年にブサックは没した。妻であるベルギーのオペラ歌手ファニー・ヘルディ（英語版）とともにパリのモンマルトル墓地に埋葬されている。ブサックの資産はほとんどが人手に渡っており、所有していた新聞社もフィガロ社に吸収された。また、ディオールなど繊維・アパレル事業は1984年にベルナール・アルノーが、牧場や競走馬などの畜産資産はアーガー・ハーン4世が、その大部分を買い取っており、両者はそれぞれの分野で現在でも重要な位置を占めている。
現在パリロンシャン競馬場で施行されているマルセルブサック賞は、彼の功績を記念して改名されたものである。